# Breislak (månekrater)
Breislak er et nedslagskrater på Månen. Det befinder sig på den sydlige del af Månens forside og er opkaldt efter den italienske geolog Scipione Breislak (1748 – 1826).
Navnet blev officielt tildelt af den Internationale Astronomiske Union (IAU) i 1935. 
Observation af krateret rapporteredes første gang i 1645 af Michael Florent van Langren.

## Omgivelser
Breislakkrateret ligger inden for en kraterdiameter nord-nordvest for Bacokrateret. Nord-nordvest for ligger Barociuskrateret, og mod vest ligger Clairautkrateret. 

## Karakteristika
Randen af dette krater er blevet stærkt nedslidt af senere nedslag, og der ligger adskillige småkratere langs den ydre kratervæg. Et af disse har lavet et hak i den sydøstlige væg, og der ligger småkratere nordøst og sydvest for dette brud. Et lille krater ligger på indersiden af den nordre væg. Kraterbunden er nogenlunde jævn, men arret af adskillige småkratere.

## Satellitkratere
De kratere, som kaldes satellitter, er små kratere beliggende i eller nær hovedkrateret. Deres dannelse er sædvanligvis sket uafhængigt af dette, men de får samme navn som hovedkrateret med tilføjelse af et stort bogstav. På kort over Månen er det en konvention at identificere dem ved at placere dette bogstav på den side af satellitkraterets midte, som ligger nærmest hovedkrateret. Breislakkrateret har følgende satellitkratere:
| Breislak | Længde  | Bredde  | Diameter |
| -------- | ------- | ------- | -------- |
| A        | 47,0° S | 17,4° Ø | 7 km     |
| B        | 47,6° S | 18,1° Ø | 7 km     |
| C        | 48,9° S | 18,8° Ø | 6 km     |
| D        | 48,0° S | 18,7° Ø | 5 km     |
| E        | 47,7° S | 19,1° Ø | 8 km     |
| F        | 48,4° S | 19,4° Ø | 7 km     |
| G        | 46,9° S | 19,1° Ø | 16 km    |

## Måneatlas
- Billeder af Breislakkrateret i LPI-måneatlasset